# 체코의 로마 가톨릭교회
이 문서는 체코의 로마 가톨릭교회 문서이다. 2001년 통계조사에 따르면 체코에는 전체 인구의 4분의 1에 해당하는, 약 274만 명의 가톨릭 신자가 있다. 그리고 2곳의 대교구와 8곳의 교구가 있다. 가톨릭교회가 체코 내에서 가장 큰 교세를 자랑하는 종교이기는 하지만, 합스부르크 왕가의 통치와 후스파의 영향을 많이 받은 역사적인 연유로 인하여, 다른 유럽 국가에 비해 상대적으로 국가 또는 민족과 교회의 관계는 다소 느슨하게 연계되어 있다.

## 교구

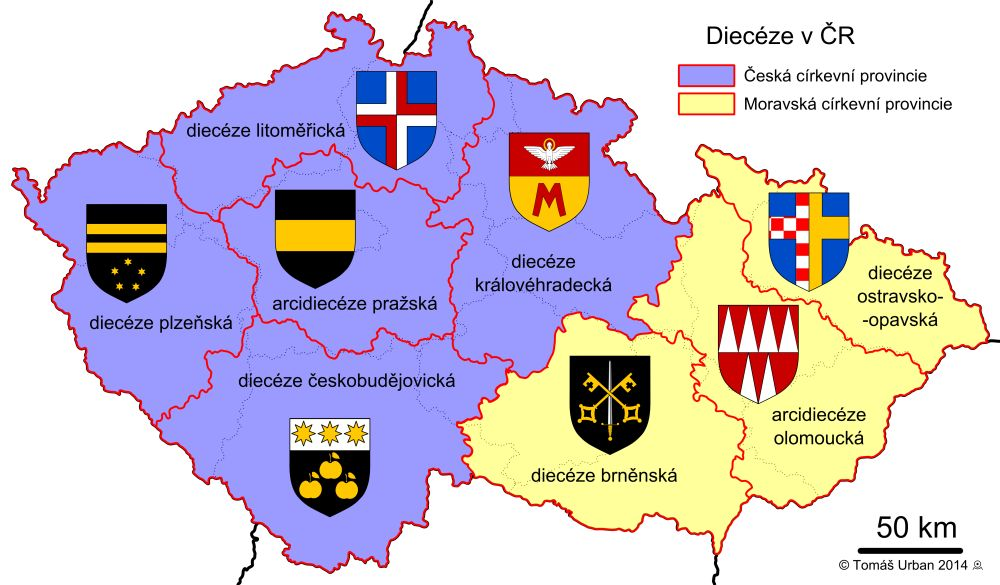
체코 공화국의 가톨릭 교구 소재지

### 보헤미아 관구(Province of Bohemia)
- 프라하 대교구(Metropolitan Archdiocese of Prague)
  - 플젠 교구(Diocese of Plzeň)
  - 리토메르지체 교구(Diocese of Litoměřice)
  - 체스케부데요비체 교구(Diocese of České Budějovice)
  - 흐라데츠클라로베 교구(Diocese of Hradec Králové)

### 모라비아 관구(Province of Moravia)
- 올로모우츠 대교구(Metropolitan Archdiocese of Olomouc)
  - 브르노 교구(Diocese of Brno)
  - 오스트라바-오파바 교구(Diocese of Ostrava and Opava)

## 같이 보기
- 체코슬로바키아 정교회